# Hemibagrus nemurus
Hemibagrus nemurus es una especie de pez de la familia Bagridae en el orden de los Siluriformes.

## Morfología
Los machos pueden llegar alcanzar los 65 cm de longitud total.

## Distribución geográfica
Se encuentran en las cuencas de los ríos Mekong, Chao Phraya y Xe Bangfai. También está presente en la Península de Malaca, Sumatra,  Java y Borneo.